# Зімне-Здроє (Староґардський повіт)
Зімне-Здроє (пол. Zimne Zdroje, нім. Kaltspring) — село в Польщі, у гміні Осечна Староґардського повіту Поморського воєводства.
Населення — 228 осіб (2011).

## Демографія
Демографічна структура станом на 31 березня 2011 року:
|          | Загалом | Допрацездатний вік | Працездатний вік | Постпрацездатний вік |
| -------- | ------- | ------------------ | ---------------- | -------------------- |
| Чоловіки | 114     | 34                 | 65               | 15                   |
| Жінки    | 114     | 35                 | 59               | 20                   |
| Разом    | 228     | 69                 | 124              | 35                   |